# مانولو اسكوبار
مانولو اسكوبار (بالإسبانية: Manolo Escobar)‏ هو عازف قيثارة ومغني وممثل إسباني، ولد في 19 تشرين الأول (أكتوبر) 1931 في بلدة لاس نورياس في جنوب إسبانيا، واعتزل الغناء في نهاية العام 2012 بعد مسيرة استمرت 50 سنة.
سطع نجم المغني على الساحة الفنية الإسبانية في ستينات القرن الماضي وسبعيناته، بفضل أغان مثل «إل بورومبومبيرو» و«مي كارو»، وخصوصاً «إي فيفا إسبانيا».

## وصلات خارجية
- مانولو اسكوبار على موقع IMDb (الإنجليزية)
- مانولو اسكوبار على موقع روتن توميتوز (الإنجليزية)
- مانولو اسكوبار على موقع ألو سيني (الفرنسية)
- مانولو اسكوبار على موقع ميوزك برينز (الإنجليزية)
- مانولو اسكوبار على موقع أول موفي (الإنجليزية)
- مانولو اسكوبار على موقع أول ميوزيك (الإنجليزية)
- مانولو اسكوبار على موقع ديسكوغز (الإنجليزية)
- مانولو اسكوبار على موقع قاعدة بيانات الفيلم (الإنجليزية)
- مانولو اسكوبار على موقع كينوبويسك (الروسية)